# Bosanska Dubica
Bosanska Dubica ou simplesmente Dubica é um município da República Sérvia da Bósnia localizado a 26 km da estrada que liga Zagreb (capital da Croácia) a Belgrado (capital da Sérvia). O município faz fronteira com a Croácia a norte, o município de Bosanska Gradiška a leste, Bosanska Kostajnica a oeste e Prijedor a sul. A área total de Bosanska Dubica é de 499km² e sua população soma aproximadamente 31 mil habitantes, divididos etnicamente em 28 mil sérvios, 2.700 bosníacos, duzentos croatas e cem de outros grupos.

## História
Bosanska Dubica foi construída em 930, entretanto, a primeira menção de Bosanska Dubica data de 1197. A localidade tornou-se uma forteleza importante durante a época do Império Otomano devido a sua posição geográfica, sendo um cruzamento vital por muitos anos. Dubica cedeu à ocupação militar do Império Otomano em 1538. As últimas batalhas entre o Império Otomano e o Império Austro-Húngaro foram travas nesta área entre os anos 1788 e 1791.
Durante a Segunda Guerra Mundial Bosanska Dubica sofreu muitas mortes de ambos lados na guerra. Durante os anos 70, experimentou uma melhoria grande na sua economia.

## Galeria

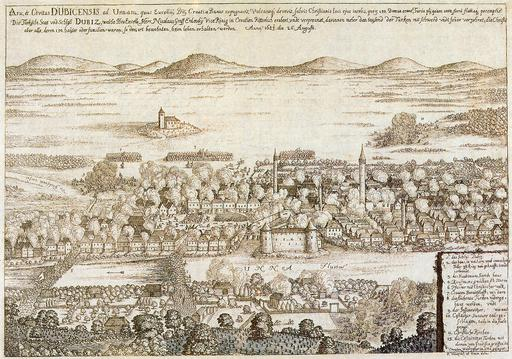
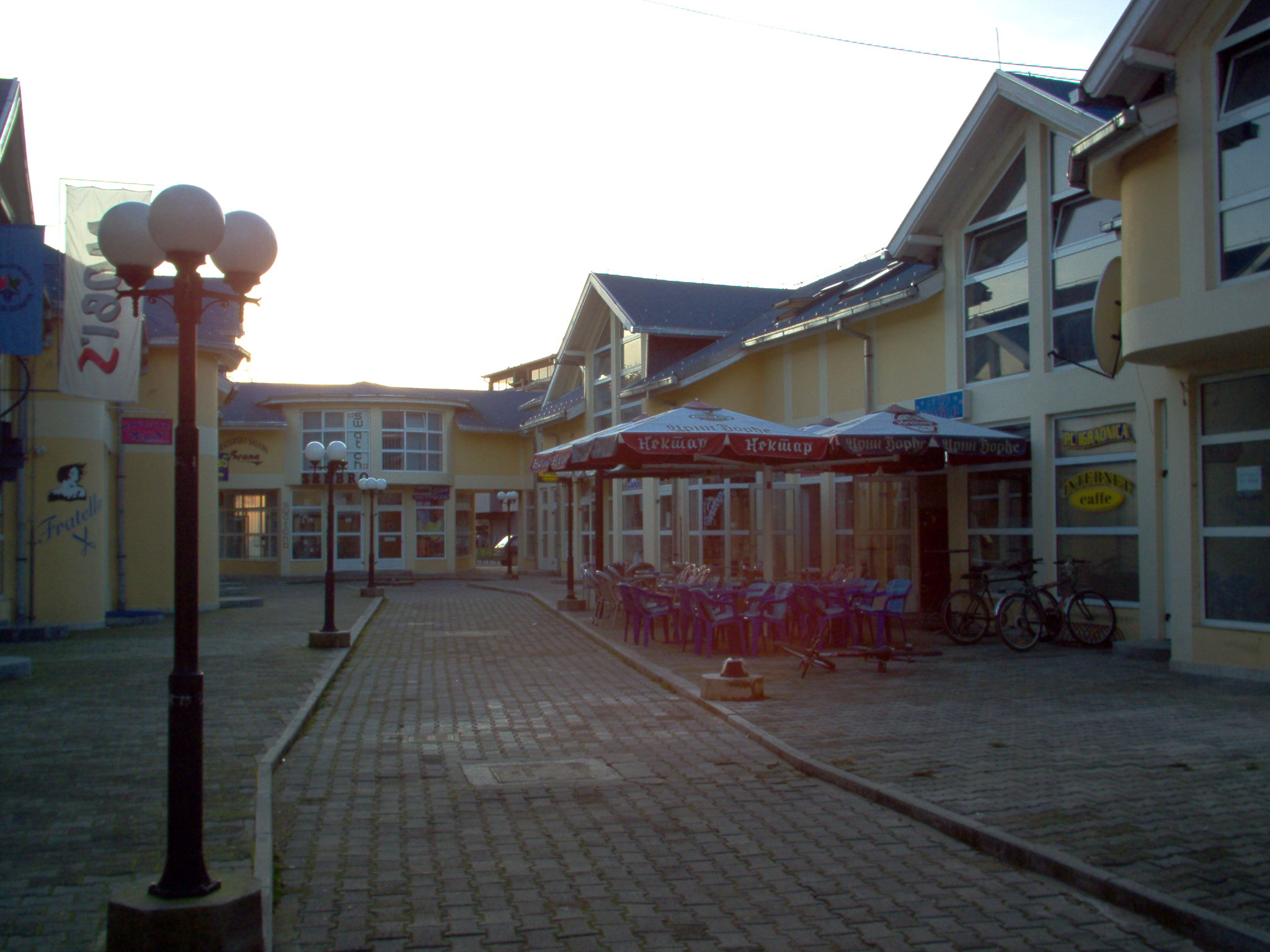